# Буйбуд, Абдельмажид
Абдельмажид Буйбуд (араб. عبد المجيد بويبوض‎; род. 24 октября 1966) — марокканский футболист, выступавший на позиции нападающего за сборную Марокко.

## Клубная карьера
Абдельмажид Буйбуд начинал свою карьеру футболиста в марокканском клубе «Видад Касабланка», с которым трижды становился чемпионом страны и один раз выиграл Кубок Марокко.
В 1994 году нападающий перешёл в португальский «Белененсиш». 7 января 1995 года он дебютировал в португальской Примейре, выйдя в основном составе в гостевом поединке против «Фаренсе». Спустя неделю Буйбуд забил свой первый гол в лиге, ставший единственным и победным в домашнем матче с «Маритиму».
В 1999 году марокканец провёл ряд матчей за китайский «Ухань Оптикс Вэлли».

## Карьера в сборной
Абдельмажид Буйбуд играл за сборную Марокко на Кубке африканских наций 1992 года в Сенегале, где провёл за два матча: группового этапа с Камеруном и Заиром.
Он был включён в состав национальной команды на чемпионат мира по футболу 1994 года в США, где вышел в стартовом составе в игре с Нидерландами, получил на 25-й минуте жёлтую карточку и был заменён в самом начале второго тайма.

## Достижения
«Видад Касабланка»
- Чемпион Марокко (3): 1989/90, 1990/91, 1992/93
- Обладатель Кубка Марокко (1): 1988/89